# Asernes heste
Asernes heste er de heste i den nordiske mytologi, som tilhører "guderne" (aserne).

## Lister
Asernes heste bliver oplistet to gange.
I digtet Grímnismál i den Ældre Edda opgives de følgende navne:

Glad og Gyllir,

Gler og Skeidbrimir,

Sillfrintopp og Sinir,

Gisl og Falhofnir,

Gulltopp og Lettfeti;

på disse hingste

rider aserne hver dag

når de til rådet går

Ved Yggdrasil ask.

Snorri Sturluson parafraser dette i Gylfaginning:
 Hver dag rider Aserne derhen over Bifrost, som også kaldes Asernes Bro. Dette er navnene på asernes hingste: Sleipnir er bedst, som Odin har; han har otte ben. Den anden er Gladr, den tredje er Gyllir, den fjerde er Glenr, den femte er Skeidbrimir, den sjette erSilfrintoppr, den syvende er Sinir, den ottende Gisl, den niende Falhófnir, den tiende er Gulltoppr, den ellevte er Léttfeti. Balders hest blev brændt med ham; og Thor går til tinget.

 — Gylfaginning (15), Brodeur's translation, 
Bortset fra Odins ottebenede hest, SLeipner, og Guldtop, som tilhører Hejmdal ifælge Yngre Edda så vides der ikke noget om de øvrige heste, og heller ikke deres ejere. Disse navne listes dog i þulur.
Andre heste bliver nævnt i andre kilder: Guldfaxe, der oprindeligt tilhørte Hrungner, men som Thor gav til sin søn Magni, efter han havde dræbt jætten (Skáldskaparmál, 17), Blóðughófi, som tilhører Frej (Kálfsvísa) og Hovvarpner, som bliver reddet Gna (Gylfaginning, 35).

## Betydninger
- Blóðughófi: "Blodig-hov"
- Falhófnir: "Behåret-hov" eller "Skjult-hov", dvs. hove er dækket af hår
- Gulltoppr: "Gold-tot"
- Gísl: relateret til "stråle"
- Glaðr: "Glad" eller "Lys"
- Glær:[3] "Clear", "Glassy"
- Guldfaxe: "Gylden-man"
- Gyllir:[4] "Golden"
- Hovvarpner : "Hov-kaster"
- Léttfeti: "Letfodet"
- Silfrintoppr: "Sølv-tot";
- Sinir: "Senet"
- Skeiðbrimir: "den der fnyser når han løber"
- Sleipnir: "trickster"